# Кристал-Спрінгс (Міссісіпі)
Кристал-Спрінгс (англ. Crystal Springs) — місто (англ. city) в США, в окрузі Копая штату Міссісіпі. Населення — 4862 особи (2020).

## Географія
Кристал-Спрінгс розташований за координатами 31°59′25″ пн. ш. 90°21′18″ зх. д. / 31.99028° пн. ш. 90.35500° зх. д. (31.990155, -90.355010).  За даними Бюро перепису населення США в 2010 році місто мало площу 14,20 км², з яких 14,06 км² — суходіл та 0,14 км² — водойми.

## Демографія
Згідно з переписом 2010 року, у місті мешкали 5044 особи в 1773 домогосподарствах у складі 1212 родин. Густота населення становила 355 осіб/км².  Було 1999 помешкань (141/км²).
Расовий склад населення:
| - 61,4 % — чорних або афроамериканців - 37,0 % — білих - 0,3 % — азіатів - 0,2 % — корінних американців |

До двох чи більше рас належало 0,5 %. Частка іспаномовних становила 2,2 % від усіх жителів.
За віковим діапазоном населення розподілялося таким чином: 24,6 % — особи молодші 18 років, 61,1 % — особи у віці 18—64 років, 14,3 % — особи у віці 65 років та старші. Медіана віку мешканця становила 34,7 року. На 100 осіб жіночої статі у місті припадало 89,5 чоловіків;  на 100 жінок у віці від 18 років та старших — 84,5 чоловіків також старших 18 років.
Середній дохід на одне домашнє господарство  становив 45 760 доларів США (медіана — 35 685), а середній дохід на одну сім'ю — 55 690 доларів (медіана — 44 649). За межею бідності перебувало 31,4 % осіб, у тому числі 43,6 % дітей у віці до 18 років та 36,0 % осіб у віці 65 років та старших.
Цивільне працевлаштоване населення становило 1966 осіб. Основні галузі зайнятості: освіта, охорона здоров'я та соціальна допомога — 31,6 %, мистецтво, розваги та відпочинок — 14,2 %, виробництво — 13,4 %.